# Lüssow, Rostock
Lüssow är en kommun och ort i Landkreis Rostock i förbundslandet Mecklenburg-Vorpommern i Tyskland.
Kommunen ingår i kommunalförbundet Amt Güstrow-Land tillsammans med kommunerna Glasewitz, Groß Schwiesow, Gülzow-Prüzen, Gutow, Klein Upahl, Kuhs, Lohmen, Mistorf, Mühl Rosin, Plaaz, Reimershagen, Sarmstorf och Zehna.